# Куряновский сельский совет
Куряновский сельский совет (укр. Курянівська сільська рада) — входит в состав
Бережанского района
Тернопольской области
Украины.
Административный центр сельского совета находится в 
с. Куряны.

## Населённые пункты совета
- с. Куряны
- с. Павлов